# Radiosond

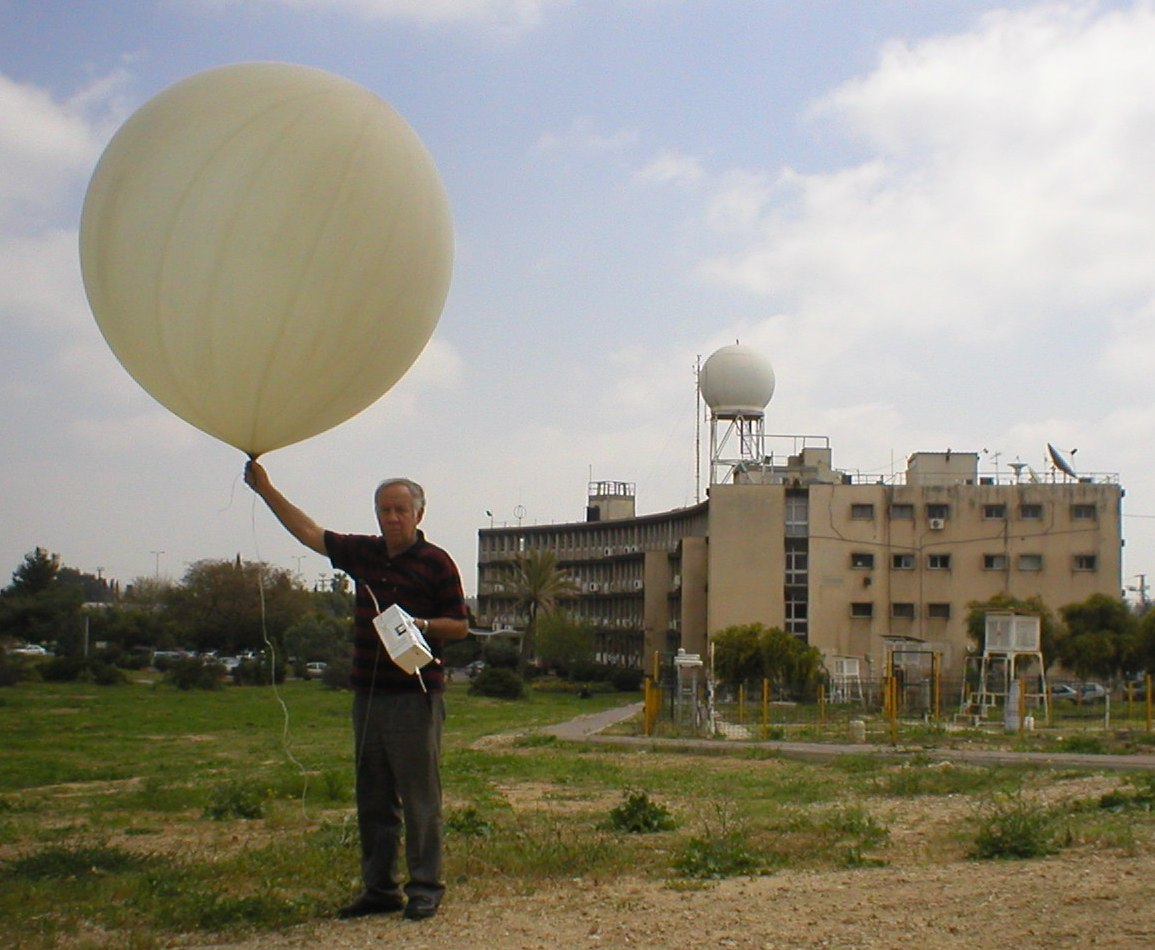
En väderballong med radiosond.

En radiosond är ett mätinstrument som används i väderballonger för att mäta diverse egenskaper i atmosfären och som sänder de uppmätta värdena till en fast placerad radiomottagare. Radiofrekvensen 403 Megahertz är reserverad för radiosonder. 